# 鹿児島県道371号米ノ津港線
鹿児島県道371号米ノ津港線（かごしまけんどう371ごう こめのつこうせん）は、鹿児島県出水市を通る一般県道である。

## 概要
この道路には路線を示す標識は設置されていない。

### 路線データ
- 起点：鹿児島県出水市米ノ津町（米ノ津港）
- 終点：鹿児島県出水市米ノ津町（国道3号交点）

## 地理

### 通過する自治体
- 出水市

### 交差する道路
| 交差する道路 | 交差する場所 | 交差する場所 |
| ------------ | ------------ | ------------ |
| 国道3号      | 米ノ津町     | 終点         |

### 沿線
- 米ノ津港